# Manu Chao
José-Manuel Thomas Arthur Chao (Pariz, 21. lipnja 1961.), poznatiji kao Manu Chao je francuski glazbenik španjolskog podrijetla. Pjeva na španjolskom, francuskom, engleskom, arapskom, portugalskom, te povremeno i drugim jezicima.
Glazbenu karijeru započeo je u sastavu Hot Pants, te nastavio u Mani Negri, a nakon njezinog raspuštanja započeo je sa solo karijerom.

## Biografija

### Rani život
Majka Manu Chaoa, Felisa Ortega je iz Bilbaa u Baskiji, a njegov otac, Ramón Chao, iz Vialbe. Preselili su se u Pariz za vrijeme Francove diktature, u kojoj je Manuov djed osuđen na smrt. Nedugo prije Manuovog rođenja, preselili su se u predgrađe Pariza, te je većinu djetinjstva proveo u Boulogne-Billancourtu i Sèvresu. U vrijeme odrastanja, bio je okružen mnogim umjetnicima i intelektualcima, većinom poznanika njegovog oca, te je prizore iz djetinjstva kasnije koristio u nekim svojim pjesmama.

### Hot Pants i Mano Negra
Budući da je u to vrijeme na njega snažno utjecala britanska rock scena, posebice The Clash, The Jam i Dr. Feelgood, sredinom 1980-ih zajedno s drugim glazbenicima osnovao je španjolsko-engleski sastav Hot Pants. Godine 1984. objavili su demosnimku Mala Vida, koja, iako je primila pozitivne lokalne kritike, nije dobila veću pažnju. Dvije godine kasnije, u doba objavljivanja prvog albuma, Manu je zajedno sa svojim bratom Antoineom i par prijatelja osnovao sastav Los Carayos. U osam godina postojanja, objavili su tri albuma, posljednji 1994.
Godine 1987. braća Chao i njihov rođak Santiago Casariego osnovali su novi sastav Mano Negra. Potpisali su za malu izdavačku kuću, te su objavili obrađeni singl "Mala Vida" iz vremena dok su svirali u Hot Pantsu. Pjesma je ubrzo postala veliki hit u Francuskoj, te sastav potpisuje za Virgin Records. Iduće godine objavljuju svoj prvi studijski album Patchanka, koji se nalazio među najboljih pet albuma u Nizozemskoj, Italiji i Njemačkoj. Također, sastav je stekao slavu u Južnoj Americi za vrijeme turneje Cargo 1992. Na turneji su svirali u lučkim gradovima sa svoga broda na kojem je napravljena pozornica.Međutim, došlo je do previranja unutar sastava, te su do 1994., većina glazbenika, uključujući i Manuovog brata napustili sastav. Iduće godine, sastav objavljuje svoj posljednji album Casa Babylon. Sastav se seli u Madrid, no zbog pravnih problema s bivšim članovima raspušten je 1995.
Glazbu Mane Negre karakterirali su živi, energični ritmovi, što simbolizira i ime prvog albuma, naime Patchanka je kolokvijalni naziv za tulum. Kroz albume, mješani su mnogi žanrovi, te je neformalnost omogućavala publici da osjeća povezanost s njihovom glazbom.

### Solo karijera i Radio Bemba
Nakon dolaska u Madrid, Manu i preostali članovi sastava su osnovali novi, Radio Bemba Sound System, nazvanog prema komunikacijskom sustavu u Sierra Maestri, kojim su se služili sljedbenici Fidela Castra i Che Guevare za vrijeme Kubanske revolucije. 
Glavni cilj sastava je bila replikacija zvukova ulice, te onih iz barskih scena različitih kultura, u svrhu čega su Chao i sastav nekoliko godina putovali Južnom i Središnjom Amerikom, te pritom snimajući glazbu. Rezultat toga bila je potpuna promjena od stila Mane Negre, pjesme su uglavnom pjevane na španjolskom, te nekoliko na francuskom, a stil je varirao od punka i alternatvnih stilova do ulične glazbe koju je Chao tražio. Pjesme su 1998. objavljene na albumu Clandestino, pod Manu Chaovim imenom. S hitovima kao što su "Bongo Bong" i "Clandestino", album je polako postizao uspjeh, te je 1999. na Victoires de la Musiqueu proglašen najboljim albumom world glazbe. Ukupno je prodan u 5 milijuna primjeraka.
Idući album Próxima Estación: Esperanza, Chao zajedno s Radio Bemba Sound Systemom objavljuje 2001. Album, nazvan prema
madridskoj stanici metroa, sadrži sličnu glazbu kao i na prethodnom albumu, ali s većim karipskim utjecajem. Album je odmah postao hit, te je na uspješnoj turneji 2002. snimljen album uživo Radio Bemba Sound System. Dvije godine kasnije, Chao se vraća svojim francuskim korijenima, te objavljuje album Sibérie m'était contée, sa samo francuskim pjesmama. Album je uključivao i knjigu pjesama, te ilustracije Jaceka Woźniaka.
Svoj idući album La Radiolina, Manu Chao objavljuje 17. rujna 2007. Prvi singl s albuma "Rainin in Paradize" je bio dostupan za download prije samog objavljivanja albuma.
 Pjesme s La Radioline bile su i prije izvođene, u travnju 2007. na festivalu Coachella.

### Ostali doprinosi
Godine 2003. surađivao je s malijskim duom Amadou & Mariam, te je producirao njihov album iz 2004. Dimanche à Bamako. Njegova pjesma "Me llaman Calle", koju je napisao 2005. za španjolski film Princesas nominirana je za Goyinu nagradu za najbolju originalnu pjesmu. Kasnije je pjesma objavljena i na albumu La Radiolina, a časopis Time ju je proglasio osmom najboljom pjesmom 2007. godine.
Radio je i na glazbi za dokumentarni film Maradona Emira Kusturice, posvećen popularnom argentinskom nogometašu Diegu Armandu Maradoni, a s Toninom Carotoneom je izveo pjesmu "La Trampa" za Drew Carey's Green Screen Show.
Pjesme "Bongo Bong" i "Je ne t'aime plus" s albuma Clandestino obradili su britanski glazbenici Robbie Williams i Lily Allen, koji su ih snimili kao jednu pjesme nazvanu "Bongo Bong and Je Ne T'Aime Plus".

## Stil i utjecaj
Manu Chao pjeva na španjolskom, francuskom, galicijskom, arapskom, portugalskom i wolof jezicima, te ih česta mješa u istoj pjesmi. Njegova glazba je pod utjecajem mnogih stilova: punka, rocka, francuske šansone, iberoameričke salse, reggaea, ska i alžirskog raïa. Ti utjecaji potječu od francuskih imigranata, njegovih španjolskih korijena, te putovanja Amerikom sa sastavom Mano Negra.
Manuove pjesme govore o ljubavi, životu u getu, imigraciji, te često sadrže ljevičarske poruke, što je povezano s njegovim političkim opredjeljenjem, jer je blizak sa Zapatistima. Mnogi njegovi obožavatelji pripadaju lijevom i anti-globalizacijskom pokretu.

Chao često koristi glazbu ili riječi iz prethodnih pjesama pri pisanju novih. Tako su primjerice u pjesmi "Bongo Bong" iste riječi kao u pjesmi Mano Negre "King of the Bongo", dok je glazba iz "Bongo Bonga" korištena u pjesmama "Je ne t'aime plus" s istog albuma, te u "Mr Bobby" i "Homens" s albuma Próxima Estación: Esperanza. Također, u više pjesama je korištena i glazba iz "La Primavere", te riječi na par pjesama s albuma Sibérie m'était contéee, što dovodi do različite interpretacije raspoloženja pjesme, ovisno o glazbi.

## Diskografija
- Clandestino (1998.)
- Próxima Estación: Esperanza (2001.)
- Sibérie m'était contéee (2004.)
- La Radiolina (2007.)

### DVD-ovi
- Babylonia en Guagua (2002.)
- Mano Negra: Out of time (2005.)
- Manu Chao & radiobemba:baionarena" (2009)

## Vanjske poveznice
- Službena stranica